# Marc-Antoine Pierson
Emile Marc-Antoine Pierson (Wetteren, 26 maart 1908 - Brussel, 5 september 1988) was een Belgisch politicus voor de PSB.

## Levensloop
Pierson was afkomstig uit een Franstalige familie uit het Gentse. Hij studeerde rechten aan de ULB en werd stagiair op het advocatenkantoor van Eugène Soudan. Naast zijn juridische werk wijdde hij zich ook aan de journalistiek en het schrijven van geschiedenis.
Van 1952 tot 1968 was hij voor de PSB lid van de Kamer van volksvertegenwoordigers voor het arrondissement Brussel. Hij was jarenlang voorzitter van de Kamercommissie Justitie. Van 1962 tot 1965 was hij socialistisch fractievoorzitter in de Kamer. Van 1968 tot 1978 zetelde hij vervolgens in de Belgische Senaat als gecoöpteerd senator.
Van 1965 tot 1966 was Pierson minister van Economische Zaken in de Regering-Harmel I. Onder zijn ministerschap werden een aantal Waalse steenkoolmijnen en de mijn van Zwartberg gesloten.
In 1974 werd hij benoemd tot minister van Staat. In 1977 werd zijn 25-jarige carrière als parlementair gevierd.
Hij was getrouwd met de romanschrijfster Marianne Pierson-Piérard, de dochter van volksvertegenwoordiger en schrijver Louis Piérard.

## Publicaties
Pierson heeft enkele werken gepubliceerd over het socialisme:
- Histoire du socialisme en Belgique (1953)
- Actualité du socialisme (1971)